# Kodori

Il Kodori (in georgiano კოდორი? e in abcaso Кәыдры) è un fiume della Transcaucasia.

## Il percorso
Il corso principale nasce alla confluenza di due affluenti, il Sakeni e il Gvandra e sfocia nel mar Nero, lungo le coste dell'Abcasia, nello stato caucasico della Georgia. Durante il suo corso, il fiume attraversa l'omonima valle, la cui parte alta si trova nella parte nord-orientale dell'Abcasia, a circa 65 km all'interno del confine amministrativo della regione. La valle, situata a circa 30 km dalla città di Sukhumi, si trova a un'altitudine compresa tra 1.300 e 3.984 m ed è caratterizzata da un clima alpino. Il Kodori ha una portata media annua pari a 144 m³/s, il suo corso è lungo 105 km e il suo bacino idrografico copre un'area di circa 2051 km2.